# Guilherand-Granges
Guilherand-Granges là một xã ở tỉnh Ardèche, vùng Auvergne-Rhône-Alpes ở đông nam nước Pháp.